# Antonio Feletto
Antonio Feletto (... – 15 ottobre 1488) è stato un vescovo cattolico italiano, vescovo di Concordia dal 2 maggio 1455 fino alla sua morte.

## Biografia
Fu nominato vescovo da papa Callisto III il 2 maggio 1455, succedendo a Giovanni Battista dal Legname. Durante il suo lungo episcopato si distinse per l'intensa attività pastorale e per il rilancio architettonico della diocesi, in particolare con il rinnovamento della cattedrale di Santo Stefano a Concordia Sagittaria, ampliata a tre navate nel 1466. La cattedrale, tuttora visibile con la struttura promossa dal Feletto, è riconosciuta come monumento nazionale italiano. La sua figura è ricordata come uno dei principali artefici della rinascita religiosa della zona, e come vescovo attento alla dimensione liturgica e culturale della diocesi.
La sua azione si colloca nel contesto di transizione tra il tardo Medioevo e il primo Rinascimento, un'epoca di recupero religioso e artistico, durante la quale promosse la ricostruzione di edifici sacri e la valorizzazione delle tradizioni cristiane locali.
Morì il 15 ottobre 1488. Gli succedette il vescovo Leonello Chiericati.